# やまと (スーパーマーケット)
株式会社やまとは、かつて山梨県韮崎市に本社を置き、食品スーパーマーケットチェーンを展開していた企業。2017年（平成29年）12月に自己破産。

## 概要
1912年（大正元年）に韮崎市で鮮魚店を開業したのが始まり。1951年（昭和26年）に株式会社化した。1975年（昭和50年）食品スーパーに転換し、韮崎市、峡北エリアを中心に店舗展開していた。2017年（平成29年）12月7日、自己破産と店舗の閉店を決定し、同年12月18日に甲府地方裁判所から破産手続開始決定を受けた。負債総額約16億7,000万円。2008年に16店舗。2014年（平成26年）6月に14店舗、自己破産時は9店舗に、310人いた従業員も44人に減らしていた。正社員44人を含めた約170人は解雇された。最盛期の2000年（平成12年）6月期に約78億9,200万円だった売上高は2017年6月期には約27億4,700万円に落ち込んでいた。
代表取締役社長であった小林久も、2017年（平成29年）12月に甲府地方裁判所に自己破産を申請。2018年（平成30年）3月に破産手続開始決定を受けた。
やまとは、破産費用不足のため、2019年（令和元年）7月19日に甲府地方裁判所から破産手続廃止決定を受け、同年8月22日に法人格が消滅した。

## 店舗
店舗はいずれも山梨県内に存在した。

### 経営破綻時に営業していた店舗
多くの店舗跡はドラッグストアや県外系スーパーが居抜き出店している。
- 富士見店（韮崎市富士見2-12-36[10]）

本社が併設されていた。
2021年4月現在はウエルシア薬局韮崎富士見店。
- 韮崎本町店（韮崎市本町1-6-10[10]）
- 須玉店（北杜市須玉町若神子2255[10]）

山梨県民信用組合須玉支店に隣接していた。
跡地にはマックスバリュ東海（イオングループ）のザ・ビッグ北杜須玉店が出店した（2018年7月6日開店、2019年7月1日にイオンビッグへ移管）。
- 長坂店（北杜市長坂町長坂上条2350-6[10]）
- 小淵沢店（北杜市小淵沢町3181-1[10]）　跡地はクスリのサンロード小淵沢店
- 武川店（北杜市武川町牧原2155[10]（現：2156-1[14]））

跡地は2022年3月より建物はそのまま工場へと転用され、株式会社オキサイド第6工場。
- 新鮮館やまと大里店（甲府市大里町4189-11[10]）
- 春日居店（笛吹市春日居町小松1140-1[10]）

元々は日向だったが、同社が経営悪化して2013年1月15日をもって小売業から撤退したことから引き継いだ。
跡地はツルハドラッグ笛吹春日居店。
- 六郷店（西八代郡市川三郷町岩間1926[10]）

### 経営破綻前に閉店した店舗
- 住吉店（甲府市）
- フジミモール店（韮崎市）

跡地にはマックスバリュ東海（イオングループ）のザ・ビッグ韮崎店が出店した（2014年9月5日開店、2019年7月1日にイオンビッグへ移管）。
- 竜王店（甲斐市）
- 甲府銀座店（甲府市）

甲府中央商店街内に2店舗出店していた。
- 市川大門店（市川三郷町）

跡地はセルバ市川三郷店。
- 増穂店（富士川町）

## ロケ地
- フジテレビ系列のテレビドラマ『スターマン・この星の恋』にて市川大門店が登場している。作中でも『やまと』と呼ばれていた。
- 武川店がテレビアニメ「スーパーカブ」に出てくる「スーパーむかわ」のモデルとなっている。

## 書籍
経営破綻から8ヵ月後の2018年8月25日、商業界から前社長であった小林久の著で、『こうして店は潰れた　地域土着スーパー「やまと」の教訓』（ISBN 4785505397）が発刊された。